# 杨英昌
杨英昌（1934年—），福建将乐人，中国人民解放军将领、中国人民解放军空军中将。 
1993年，授予中国人民解放军空军中将，曾任空军副政治委员。 